# Coenus delius
Coenus delius är en insektsart som först beskrevs av Thomas Say 1832.  Coenus delius ingår i släktet Coenus och familjen bärfisar. Inga underarter finns listade i Catalogue of Life.